# كرايغ غراهام
كرايغ غراهام (بالإنجليزية: Craig Graham)‏ هو منتج تلفزيوني أسترالي، ولد في 1968.

## وصلات خارجية
- كرايغ غراهام على موقع IMDb (الإنجليزية)